# Monthly Notices of the Royal Astronomical Society
Monthly Notices of the Royal Astronomical Society (MNRAS) — рецензований науковий журнал, присвячений дослідженням у галузі астрономії та астрофізики. Видається неперервно з 1827 року і публікує листи та статті про оригінальні дослідження. Попри свою назву, журнал уже не є щомісячним, також він більше не містить повідомлень Королівського астрономічного товариства.
2020 року, з початком пандемії COVID-2019, публікацію журналу на папері було припинено, відтоді він видається лише в електронному вигляді.
Цей журнал займає 14-е місце (в 2022) році в рейтингу SCImago Journal Rank в області астрономії та астрофізики, що означає, що він належить до числа найбільш авторитетних в своїй області. В 2022 році імпакт-фактор журналу дорівнював 5.287.